# Suzanne Lagier
Pour les articles homonymes, voir Lagier.
Suzanne Lagier (née le 30 novembre 1833 à Dunkerque et morte le 11 février 1893 à Londres) était une comédienne et une chanteuse de café-concerts.

## Biographie
Elle fut élevée dans un pensionnat à Paris. Toute jeune elle voulait être comédienne et débuta en 1846, à l'âge de 13 ans, au Théâtre des Variétés dans la Veuve de quinze ans, un rôle écrit presque sur mesure à partir d'un vaudeville de Pierre Adolphe Capelle (1772-1830).
Après un séjour à Londres, elle fit ses véritables débuts au Palais-Royal en 1848 avant de se rendre à Saint-Pétersbourg d'où elle revint pour passer à l'Ambigu en 1855 puis à la Gaîté en 1856 et finalement à la Porte Saint-Martin en 1859. 
Elle se tourna vers la chanson et les cafés-concerts et se produisit à l'Eldorado en 1865 ce qui provoqua un scandale pour les critiques et dans les cercles intellectuels et littéraires. Sa physionomie forte et ses chansons à textes grivois et délurés font d'elle une sérieuse concurrente à la chanteuse Thérésa.elle fut l'interprète de chansons de Hervé. 
Paulus écrit dans ses mémoires que Suzanne Lagier, Augustine Kaiser et Thérésa formait le trio de grandes comiques du café-concert[réf. nécessaire].
Le poème 69 de Guy de Maupassant est très certainement une évocation de Suzanne Lagier.
Les obsèques de Suzanne Lagier eurent lieu le 14 février 1893 au cimetière du Père-Lachaise. Inhumée en mars 1893 dans la 74e division  (3e section, 6e ligne, no 25 du mur), sa concession a été reprise le 27 février 1981.

## Œuvres
- Jupiter et Leda, opérette mythologique en un acte de Jules Bertrand, 1865

## Iconographie
- Caricatures de Suzanne Lagier (banque d'images de l'Université de Heilderberg